# Îles Togian
Pour les articles homonymes, voir Togian.

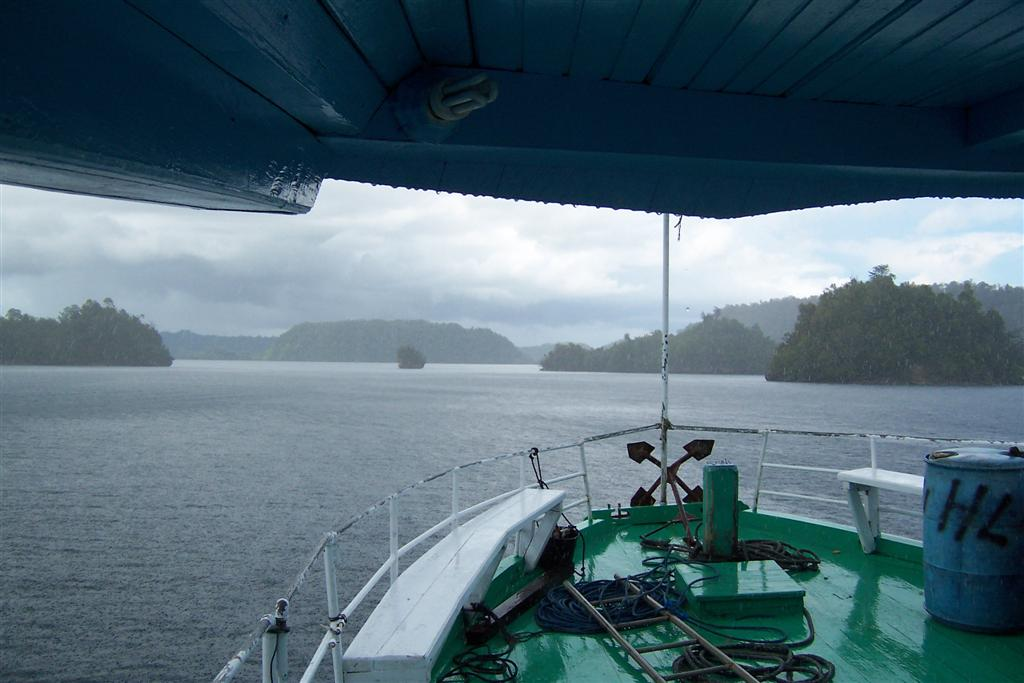
Les îles Togian

Les îles Togian, en indonésien Kepulauan Togian, sont un archipel d'Indonésie situé dans le golfe de Tomini et entouré par Célèbes en direction du nord, de l'ouest et du sud.

## Géographie

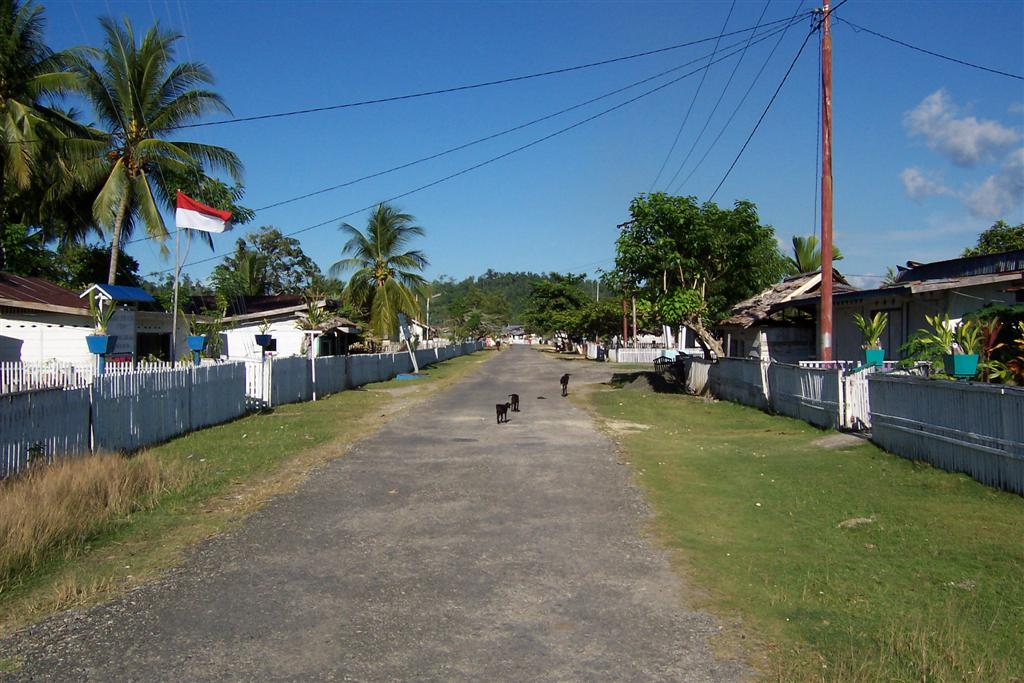
Village des îles Togian.

Les îles Togian sont composées de 56 îles dont les plus grandes sont Anau, Bolilanga, Bomba, Kabalutan, Kadidiri, Katupat, Malenge, Milo, Una-Una, Taoleh, Wakai, Walae Bahi et Walea Kodi. Elles sont baignées par le golfe de Tomini, un golfe de l'océan Pacifique délimité au nord, à l'est et au sud par Sulawesi. Seule Una-Una est d'origine volcanique, les autres étant continentales.
Couvertes de forêt tropicale où l'on rencontre le macaque, le babiroussa, le Calao à cimier et des perroquets, elles sont entourées par des récifs coralliens. Les eaux qui les baignent sont peuplées de tortues marines et de dugongs.

## Histoire

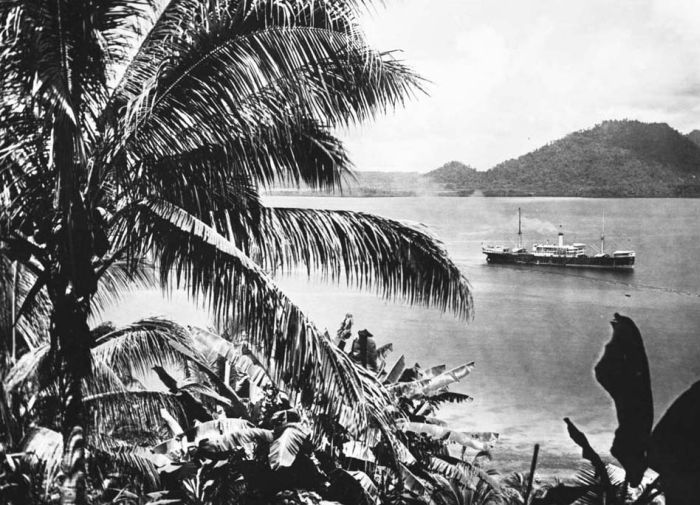
Le navire à vapeur néerlandais Van Overstraten naviguant dans les îles Togian (1912-1914).

Le village de Benteng (« forteresse ») dans le centre de l'île était autrefois le centre d'un royaume.

## Démographie

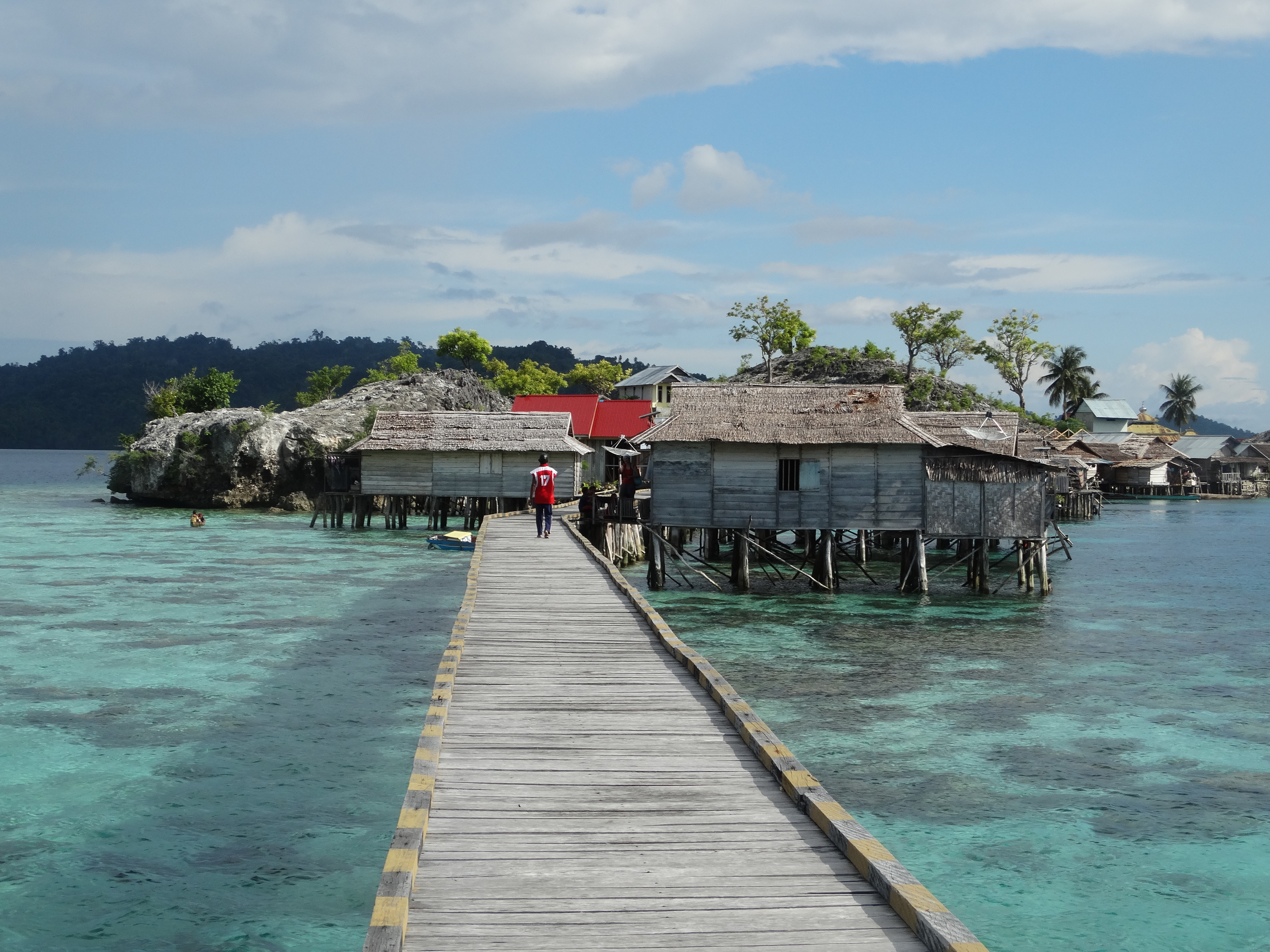
Le village Bajau de Kabalutan.

La population autochtone des îles Togian est composée de différents groupes ethniques, Bobongko, Togian, Suluan et Bajau, dont les langues appartiennent toutes à la branche malayo-polynésienne des langues austronésiennes.
Comme ailleurs en Indonésie, on y trouve également des migrants. Dans les îles Togian, ils sont gorontalo et minahasa originaires du nord de Célèbes, poso du centre et bugis du sud, ainsi que chinois.

## Transport
Les îles Togian sont accessibles depuis Gorontalo via un ferry deux fois par semaine, depuis Luwuk ou depuis Ampana qui est relié à de nombreuses îles de l'archipel.
Le ferry doit subir une maintenance annuelle de deux à quatre semaines (juin 2011) et il est alors nécessaire d'affréter un speed boat pour une traversée d'environ 4 heures jusqu'à Gorontalo.